# بريتون فيشر
بريتون فيشر (بالإنجليزية: Britton Fischer)‏ هو لاعب كرة قدم أمريكي، ولد في 25 فبراير 2004 في غرينفيل في الولايات المتحدة.